# 親衛隊名誉リング

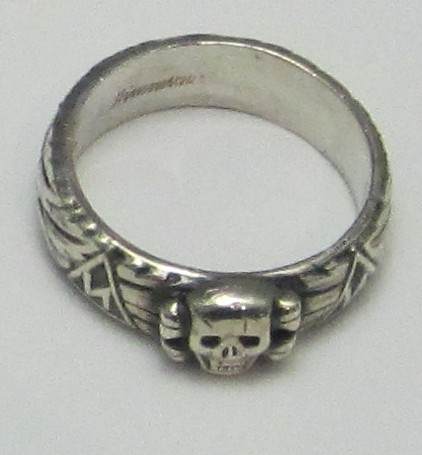
親衛隊名誉リング

親衛隊名誉リング（しんえいたいめいよリング、SS-Ehrenring）は、ナチス党親衛隊（SS）の古参隊員に授与されていた指輪。髑髏をかたどった指輪であったので「髑髏リング（Totenkopfring）」と俗称される。

## 概要
古参隊員を顕彰するために、親衛隊全国指導者ハインリヒ・ヒムラーにより1934年4月10日に制定された。古参隊員5000人を対象に授与されたが、1939年8月からは基準が緩められ、一定の条件（政権獲得の1933年以前に入隊した将校や階級に関わりなく親衛隊登録番号10000番以下のもの等）を満たしている親衛隊員であれば授与されるようになった。最終的には1万4500個ほどの授与が行われたと見られている。授与に際しては勲記とともに渡された。
この指輪の所持は親衛隊では最も高いステータスの一つだったが、ナチ党の公認を受けているわけではなく、あくまで親衛隊独自のものであった。
指輪は左手薬指に嵌めることを定められていた。名誉を重んじるものであるため、犯罪歴や懲戒歴のない者だけが対象であった。授与後に犯罪を犯したり懲戒を受けた者などは、指輪を親衛隊人事本部に返却しなければならなかった。また親衛隊から離れた場合や死亡した場合も、返却が求められた。死亡の場合には、勲記は家族が形見として受け取ることを認められていた。しかし懲罰を受けた場合などは、勲記も返さねばならなかった。また着用資格のない者へ指輪を貸与したり、指輪を複製することは法律で禁止されており、違反した場合は罰せられた。
指輪の持ち主が死ぬか親衛隊を離れた場合、指輪はヒムラーの元に戻され、持ち主を記念するために親衛隊の聖地ヴェーヴェルスブルク城（Wewelsburg）の「トーテンコプフ・リングの所有者たちの神殿」(Schrein des Inhabers des Totenkopfringes)に収められ永久保存されることになっていた。また持ち主が戦死した場合、親衛隊の同志は全力を尽くしてその指輪を回収し、敵の手に渡らないようにしなければならないとされた。回収した後は上官に渡し、その上官が親衛隊人事本部に返却した。
指輪をデザインしたのは「ヒムラーのラスプーチン」と呼ばれるカール・マリア・ヴィリグートである。指輪の外側には髑髏に柏葉とルーン文字が、指輪の内側には「Seinem lieben（親愛なる）授与者の氏名　授与日　H.Himmler（H.ヒムラー）」という文字が刻まれていた。
戦況悪化のため、1944年10月7日を最後に指輪は生産中止となった。指輪授与が中止されると、ヒムラーは残った指輪すべてをヴェーヴェルスブルク城の近くの山に埋めさせたが、その位置は現在不明になっている。1945年1月の時点で、生産された14,500個の指輪のうち64%がヒムラーの元に戻っている。また戦後、多数の指輪がヒムラーの指示通り、持ち主とともに埋葬された。終戦まで残った指輪の数は3,500個ほどと考えられており、非常に少ないためコレクターの間では希少品とされている。一方で多数の模造品や贋作も市場に出回っている。